# ترور هستی
ترور هستی (انگلیسی: Trevor Hastie؛ زادهٔ ۲۷ ژوئن ۱۹۵۳) آماردان و دانشمند علوم کامپیوتر اهل ایالات متحده آمریکا است. او در حال حاضر به عنوان استاد علوم ریاضی جان آ. اوورداک و استاد آمار در دانشگاه استنفورد خدمت می‌کند. هستی به خاطر مشارکت‌هایش در آمار کاربردی، به ویژه در زمینه یادگیری ماشین، داده‌کاوی و بیوانفورماتیک شناخته شده است. او چندین کتاب محبوب در زمینه یادگیری آماری تألیف کرده است، از جمله «عناصر یادگیری آماری: داده‌کاوی، استنباط و پیش‌بینی». هستی به عنوان نویسنده‌ای با ارجاعات بالا در ریاضیات توسط وب‌سایت وبگاه دانش ISI معرفی شده است. او همچنین در توسعه زبان برنامه‌نویسی S مشارکت داشته است.